# Hohenwald
Hohenwald er en amerikansk by og administrativt centrum for det amerikanske county Lewis County i staten Tennessee. I 2000 havde byen et indbyggertal på 3.754.
35°32′52″N 87°33′7″V / 35.54778°N 87.55194°V